# Alaotra-Mangoro
Alaotra-Mangoro – region we wschodnim Madagaskarze. Stolicą regionu jest Ambatondrazaka. Do 2007 r. region administracyjnie należał do prowincji Toamasina, lecz podczas referendum w 2007 r. zdecydowano, że regiony będą stanowiły 1. podział administracyjny Madagaskaru. Według spisu z 2018 roku populacja wzrosła do 1,25 mln mieszkańców. 
Region sąsiaduje z sześcioma regionami. Są to:
- Sofia (północ)
- Analanjirofo (północny wschód)
- Atsinanana (wschód)
- Vakinankaratra (południowy zachód)
- Analamanga (zachód)
- Betsiboka (północny zachód)

## Podział administracyjny regionu
- Dystrykt Ambatondrazaka (Ambatondrazaka)
- Dystrykt Amparafaravola (Amparafaravola)
- Dystrykt Andilamena (Andilamena)
- Dystrykt Anosibe an' Ala (Anosibe an' Ala)
- Dystrykt Moramanga (Moramanga)

## Parki narodowe oraz rezerwaty przyrody na terenie regionu
- Park Narodowy Andasibe-Mantadia
- Rezerwat przyrody Analamazoatra
- Park Narodowy Zahamena